# 2,6-Dibromanisol
2,6-Dibromanisol ist eine chemische Verbindung, die sich sowohl vom Anisol als auch von den Dibrombenzolen ableitet.

## Darstellung
2,6-Dibromanisol kann aus 2,6-Dibromphenol durch Methylierung mit Iodmethan und Natriummethanolat dargestellt werden.